# 古費 (科羅拉多州)
古費（英語：Guffey）是位於美國科羅拉多州帕克縣的一個人口普查指定地區。

## 地理
古費的座標為38°45′03″N 105°31′17″W / 38.75083°N 105.52139°W，而該地最高點為海拔高度2639米（即8658英尺）。

## 人口
根據2010年美國人口普查的數據，古費的面積為22.53平方千米，當中陸地面積為22.46平方千米，而水域面積為0.07平方千米。當地共有人口98人，而人口密度為每平方千米4人。